# Фільмографія Девіда Фінчера

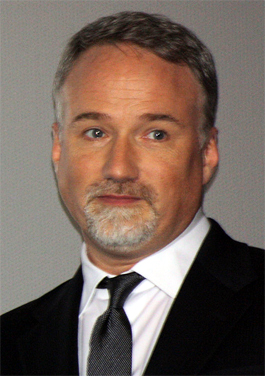
Фінчер на прем'єрі фільму "Дівчина з татуюванням дракона" у 2012 році

Девід Фінчер — американський кінорежисер, який працював над художніми фільмами, серіалами та музичними кліпами. Його роботи були номіновані на премію «Оскар», «Золотий глобус», BAFTA, «Греммі» та «Еммі» та інші нагороди . Він отримав премію «Оскар» за найкращу режисуру за фільми «Загадкова історія Бенджаміна Баттона» (2008), «Соціальна мережа» (2010) і «Менк » (2020).
Його режисерський дебют відбувся в 1992 році науково-фантастичним фільмом жахів «Чужий 3» . Відтоді він зняв декілька фільмів у жанрі трилера, зокрема «Сім » (1995), «Гра » (1997), «Бійцівський клуб» (1999), « Кімната паніки» (2002), «Зодіак » (2007), «Дівчина з драконом». Tattoo (2011) і Gone Girl (2014). Він також продюсував три телесеріали для Netflix : «Картковий будинок» (2013–2018), «Мисливець за розумом» (2017–2019) і «Любов, смерть і роботи» (2019).
Окрім повнометражних фільмів, Фінчер знімав музичні кліпи для виконавців, зокрема The Rolling Stones, Джастіна Тімберлейка та Jay-Z, за які він отримав дві нагороди Греммі за найкраще музичне відео — Nine Inch Nails, Майкла Джексона, Мадонни та Ріка Спрінгфілда, серед яких інші.
Фінчер також знявся в епізодичній ролі у французькому анімаційному короткометражному фільмі Logorama 2009 року.

## Фільм
Режисер
- Чужий³ (1992)
- Se7en (1995)
- Гра (1997)
- Бійцівський клуб (1999)
- Кімната паніки (2002)
- Зодіак (2007)
- Загадкова історія Бенджаміна Баттона (2008)
- Соціальна мережа (2010)
- Дівчина з татуюванням дракона (2011)
- Зникла дівчина (2014)
- Манк (2020)
- Вбивця (2023)

Виконавчий продюсер
- Лорди Догтауна (2005)
- Любов та інші катастрофи (2006)
- Дівчина в павутині (2018)

Додаткова інформація
| рік      | Назва                     | Роль                                            |
| -------- | ------------------------- | ----------------------------------------------- |
| 1983 рік | Повернення Джедая         | Асистент оператора                              |
| 1983 рік | Два рази                  | Спеціальні фотоефекти                           |
| 1984 рік | Індіана Джонс і Храм Долі | Матова фотографія                               |
| 1984 рік | Нескінченна історія       | Помічник матової фотографії                     |
| 1999 рік | Бути Джоном Малковичем    | Епізодична роль: Крістофер Бінг                 |
| 2002 рік | Повний фронтальний        | Епізодична роль: кінорежисер                    |
| 2004 рік | Вбивство номерами         | Опитуваний                                      |
| 2009 рік | Логограма                 | Камео озвучення: оригінальний талісман Pringles |
| 2012 рік | Пліч-о-пліч               | Опитуваний                                      |
| 2015 рік | Хічкок/Трюффо             | Опитуваний                                      |

## Телебачення
| Рік            | Назва                  | Режисер | Виконавчий Продюсер | Примітки                         |
| -------------- | ---------------------- | ------- | ------------------- | -------------------------------- |
| 2013–2018 роки | Картковий будиночок    | Так     | Так                 | Зняв 2 епізоди                   |
| 2017–2019 роки | Мисливець за розумом   | Так     | Так                 | Зняв 7 серій                     |
| 2019–тепер     | Любов, смерть і роботи | Так     | Так                 | Режисер епізоду "Bad Travelling" |
| 2021 рік       | Voir                   | Ні      | Так                 |                                  |

## Музичні кліпи
- "Bop Til You Drop", Rick Springfield (1984)
- "Celebrate Youth", Rick Springfield (1985)
- "Shame", The Motels (1985)
- "Shock", The Motels (1985)
- "Dance This World Away", Rick Springfield (1985)
- "All the Love", The Outfield (1986)
- "We Don't Have to Take Our Clothes Off", Jermaine Stewart (1986)
- "Everytime You Cry", The Outfield (1986)
- "One Simple Thing", Stabilizers (1986)
- "Stay", Howard Hewett (1986)
- "She Comes On", Wire Train (1987)
- "Endless Nights", Eddie Money (1987)
- "Downtown Train", Patty Smyth (1987)
- "I Don't Mind at All", Bourgeois Tagg (1987)
- "Notorious", Loverboy (1987)
- "Love Will Rise Again", Loverboy (1987)
- "Johnny B", The Hooters[1](1987)
- "Storybook Love", Willy DeVille and Mark Knopfler (from The Princess Bride) (1987)
- "Can I Hold You", Colin Hay (1987)
- "No Surrender", The Outfield (1987)
- "Say You Will", Foreigner (1987)
- "Don't Tell Me the Time", Martha Davis (1987)
- "Tell It to the Moon", Martha Davis (1988)
- "Heart of Gold", Johnny Hates Jazz (1988)
- "Englishman in New York", Sting[1](1988)
- "Shattered Dreams" (second version),
Johnny Hates Jazz (1988)
- "Get Rhythm", Ry Cooder (1988)
- "Most of All", Jody Watley (1988)
- "Roll with It", Steve Winwood[1](1988)
- "(It's Just) The Way That You Love Me" (version 1988), Paula Abdul (1988)
- "Holding On", Steve Winwood (1988)
- "Bamboléo", Gipsy Kings (1989)
- "Straight Up", Paula Abdul[1](1989)
- "Real Love", Jody Watley (1989)
- "She's a Mystery to Me", Roy Orbison (1989)
- "Forever Your Girl", Paula Abdul (1989)
- "Express Yourself", Madonna[1][2](1989)
- "The End of the Innocence", Don Henley (1989)
- "Cold Hearted", Paula Abdul[2](1989)
- "(It's Just) The Way That You Love Me" (version 1989), Paula Abdul (1989)
- "Oh Father", Madonna (1989)
- "Janie's Got a Gun", Aerosmith[1][2](1989)
- "Heart", Neneh Cherry (1990)
- "Vogue", Madonna (1990)
- "Cradle of Love", Billy Idol[1](1990)
- "Home", Iggy Pop (1990)
- "L.A. Woman", Billy Idol[3](1990)
- "Should She Cry", Wire Train (1990)
- "Freedom! '90", George Michael[1](1990)
- "Who Is It", Michael Jackson[4][5](1992)
- "Bad Girl", Madonna (1993)
- "Love Is Strong", The Rolling Stones (1994)
- "6th Avenue Heartache", The Wallflowers[2](1996)
- "Judith", A Perfect Circle[2](2000)
- "Only", Nine Inch Nails[6](2005)
- "Suit & Tie", Justin Timberlake and Jay-Z[7](2013)

## Постійні співавтори
| Співавтор          | Роль                | Alien 3 | Seven | The Game | Fight Club | Panic Room | Zodiac | The Curious Case of Benjamin Button | The Social Network | The Girl with the Dragon Tattoo | Gone Girl | Mank | The Killer | Total |
| ------------------ | ------------------- | ------- | ----- | -------- | ---------- | ---------- | ------ | ----------------------------------- | ------------------ | ------------------------------- | --------- | ---- | ---------- | ----- |
| Kirk Baxter        | Монтажер            |         |       |          |            |            |        | Yes                                 | Yes                | Yes                             | Yes       | Yes  | Yes        | 5     |
| Ceán Chaffin       | Продюсер            |         |       | Yes      | Yes        | Yes        | Yes    | Yes                                 | Yes                | Yes                             | Yes       | Yes  | Yes        | 9     |
| Jeff Cronenweth    | Кінооператор        |         |       |          | Yes        |            |        |                                     | Yes                | Yes                             | Yes       |      |            | 4     |
| Donald Graham Burt | Production designer |         |       |          |            |            | Yes    | Yes                                 | Yes                | Yes                             | Yes       | Yes  | Yes        | 6     |
| James Haygood      | Монтажер            |         |       | Yes      | Yes        | Yes        |        |                                     |                    |                                 |           |      |            | 3     |
| Laray Mayfield     | Кастинг-директор    |         |       |          | Yes        | Yes        | Yes    | Yes                                 | Yes                | Yes                             | Yes       | Yes  | Yes        | 8     |
| Ren Klyce          | Звукорежисер        |         | Yes   | Yes      | Yes        | Yes        | Yes    | Yes                                 | Yes                | Yes                             | Yes       | Yes  | Yes        | 10    |
| Brad Pitt          | Актор               |         | Yes   |          | Yes        |            |        | Yes                                 |                    |                                 |           |      |            | 3     |
| Trent Reznor       | Композитор          |         |       |          |            |            |        |                                     | Yes                | Yes                             | Yes       | Yes  | Yes        | 5     |
| Atticus Ross       | Композитор          |         |       |          |            |            |        |                                     | Yes                | Yes                             | Yes       | Yes  | Yes        | 5     |
| Howard Shore       | Композитор          |         | Yes   | Yes      |            | Yes        |        |                                     |                    |                                 |           |      |            | 3     |
| Bob Wagner         | Асистент режисера   |         |       |          | Yes        | Yes        | Yes    | Yes                                 | Yes                | Yes                             |           |      |            | 6     |
| Angus Wall         | Монтажер            |         |       |          |            | Yes        | Yes    | Yes                                 | Yes                | Yes                             |           |      |            | 5     |

## Критика
| Фільм                             | Гнилі помідори     | Метакритика      |
| --------------------------------- | ------------------ | ---------------- |
| Чужий 3                           | 48% (63 відгуки)   | 59 (20 відгуків) |
| Сім                               | 82% (80 відгуків)  | 65 (22 відгуки)  |
| Гра                               | 75% (61 відгук)    | 61 (19 відгуків) |
| Бійцівський клуб                  | 79% (178 відгуків) | 66 (35 відгуків) |
| Кімната страху                    | 75% (187 відгуків) | 65 (36 відгуків) |
| Зодіак                            | 89% (257 відгуків) | 78 (40 відгуків) |
| Цікава історія Бенджаміна Баттона | 71% (258 відгуків) | 70 (37 відгуків) |
| Соціальна мережа                  | 96% (327 відгуків) | 95 (42 відгуки)  |
| Дівчина з татуюванням дракона     | 87% (253 відгуки)  | 71 (41 відгук)   |
| Gone Girl                         | 87% (364 відгуки)  | 79 (49 відгуків) |
| Манк                              | 83% (351 відгук)   | 79 (50 відгуків) |

### Касові показники
| плівка                            | Дата випуску      | Каса брутто             | Каса брутто               | Каса брутто               | Бюджет                  |
| плівка                            | Дата випуску      | Північна Америка        | Інші території            | Світовий                  | Бюджет                  |
| --------------------------------- | ----------------- | ----------------------- | ------------------------- | ------------------------- | ----------------------- |
| Чужий 3                           | 22 травня 1992    | 55 473 545 доларів США  | $104 340 953              | 159 814 498 доларів США   | 50 доларів США мільйон  |
| Сім                               | 22 вересня 1995   | 100 125 643 доларів США | 227 186 216 доларів США   | 327 311 859 доларів США   | 33 долари США мільйон   |
| Гра                               | 12 вересня 1997   | 48 323 648 доларів США  | 61 100 000 доларів США    | 109 423 648 доларів США   | 50 доларів США мільйон  |
| Бійцівський клуб                  | 15 жовтня 1999    | 37 030 102 доларів США  | $63 823 651               | 100 853 753 доларів США   | 63 долари США мільйон   |
| Кімната страху                    | 29 березня 2002   | 96 397 334 доларів США  | $100 000 081              | 196 397 415 доларів США   | 48 доларів США мільйон  |
| Зодіак                            | 2 березня 2007    | 33 080 084 доларів США  | 51 705 830 доларів США    | 84 785 914 доларів США    | 65 доларів США мільйон  |
| Цікава історія Бенджаміна Баттона | 25 грудня 2008    | 127 509 326 доларів США | 206 422 757 доларів США   | 333 932 083 доларів США   | 150 доларів США мільйон |
| Соціальна мережа                  | 1 жовтня 2010     | 96 962 694 доларів США  | $127 957 621              | 224 920 315 доларів США   | 40 доларів США мільйон  |
| Дівчина з татуюванням дракона     | 20 грудня 2011    | 102 068 888 доларів США | 130 101 637 доларів США   | 232 617 430 доларів США   | 90 доларів США мільйон  |
| Gone Girl                         | 3 жовтня 2014     | 167 238 510 доларів США | 199 700 000 доларів США   | 366 938 510 доларів США   | 61 долар США мільйон    |
| Манк                              | 13 листопада 2020 | N/D                     | $74 751                   | 99 752 доларів США        | 25 доларів США мільйон  |
| Вбивця                            | 27 жовтня 2023    | N/D                     | N/D                       | 362 113 доларів США       | 10 доларів США мільйон  |
| Всього                            | Всього            | $858 764 264            | 1 246 113 227 доларів США | 2 137 010 115 доларів США | 685 доларів США мільйон |

## Зовнішні посилання
- Фільмографія Девіда Фінчера на сайті IMDb (англ.)